# Doula
 (juin 2023).
Ne doit pas être confondu avec Dioulas, Diola, Diola ou Diolas.
 (novembre 2022).

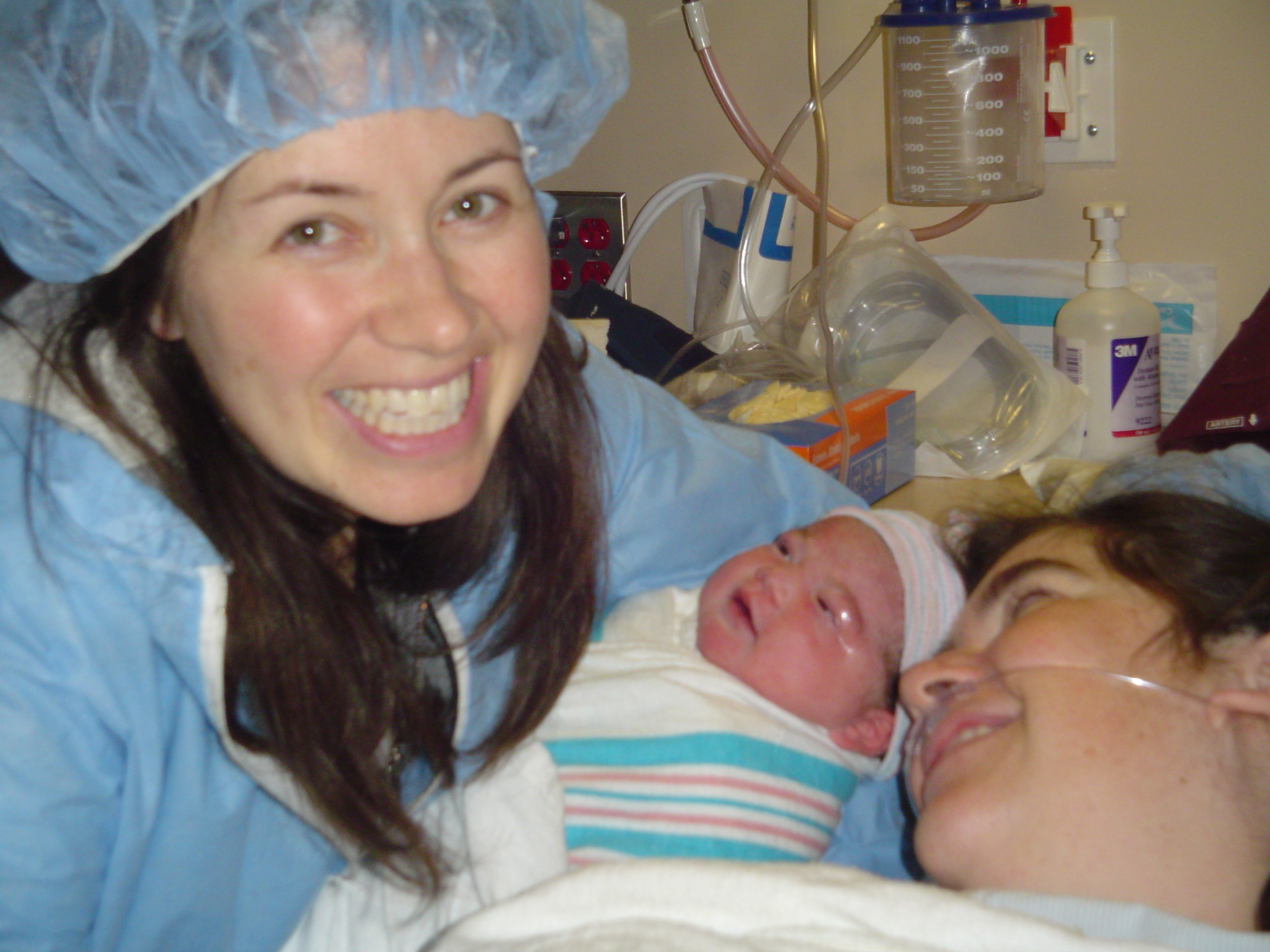
Doula (gauche) avec un nouveau-né et sa mère.

Une doula est une personne qui apporte soutien et accompagnement moral et pratique à une femme enceinte ou un couple durant la grossesse, la naissance, la période néonatale et en fin de vie. 
Présent sous diverses formes dans plusieurs cultures, le métier de doula émerge comme un nouveau métier à la fin du XXe siècle dans l'Occident moderne.

## Présentation
L'étymologie du mot doula vient du grec moderne doúla (δούλα) qui signifie « travailleuse/servante ». Avec le temps, les doulas ont repris ce terme à connotation péjorative (« trimeuse ») pour se le réapproprier. Les doulas ou « accompagnantes à la naissance » sont disponibles pour le couple dès la grossesse, pendant l'accouchement et jusqu’à plusieurs mois après la naissance. Une doula apporte un soutien émotionnel et pragmatique, offre une écoute, répond aux questions, discute des problèmes rencontrés et aide à trouver, si possible, des solutions. Elle accompagne dans les situations très difficiles comme une maladie, une dépression postnatale ou lors du décès d’un enfant. En général, la doula se veut de répondre aux besoins des personnes qui encourent un processus de parentalité, sans responsabilité médicale. Son objectif est d’accompagner les futurs parents en leur permettant de faire des choix informés. Enfin, elle s’engage à la confidentialité et se soumet au secret professionnel.

## Controverses
Des controverses ont surgi lors de l’apparition de cette activité. Le milieu médical s’est ainsi rapidement inquiété d’un possible exercice illégal de la médecine. En France, le Collège national des gynécologues et obstétriciens français (CNGOF), le Conseil national de l'Ordre des sages-femmes (CNOSF) et l'Académie nationale de médecine se sont prononcés en 2008 contre la reconnaissance de la profession de doula,. L’Académie nationale de médecine, en particulier, se disait par l’intermédiaire du Pr Roger Henrion « soucieuse de l’immixtion de personnes insuffisamment formées dans le déroulement de la grossesse et de l’accouchement ». Il voyait également dans l'émergence du phénomène une demande croissante d'accompagnement psychologique adapté à chaque parturiente. En effet, les sages-femmes sont davantage formées sur la technicité des évènements de la grossesse et de l'accouchement que sur ses aspects plus intimes.
En France, la Mission interministérielle de vigilance et de lutte contre les dérives sectaires a, pour sa part, classé le métier d’accompagnement à la naissance parmi les dérives sectaires en 2007, soit peu après son apparition sur le territoire, avant de le retirer dès l’année suivante.